# Keith Murdoch
Ne doit pas être confondu avec Keith Murdoch (rugby à XV).
Pour les articles homonymes, voir Murdoch.
Keith Murdoch (1886-1952), journaliste et dirigeant d'entreprise australien, a rassemblé dans les années 1920 un empire de presse autour du Sydney Morning Herald, les deux principaux quotidiens du pays[Quoi ?]. Son fils Rupert Murdoch a agrandi l'empire par le rachat de journaux et télévisions en Angleterre et aux États-Unis.

## Biographie
Keith Murdoch est fils d'immigrants écossais. Son clan, les Murdoch, est une branche des MacDonald. À 22 ans il part étudier à la London School of Economics en 1908 puis commence sa carrière de journaliste à Londres, où il est le correspondant politique du Sydney Sun, qui lui préfère cependant Charles Bean pour devenir reporter de guerre pendant le conflit de 1914-1918.
Sir Keith Murdoch est cependant nommé en 1915 directeur d'une agence de presse, le United Service, créée par le Sydney Sun et le Melbourne Herald, à qui le Premier ministre australien Andrew Fisher demande d'apporter du courrier aux soldats de l'ANZAC (Australian and New Zealand Army Corps) participant à la bataille des Dardanelles, à Gallipoli.
Le correspondant du Daily Telegraph Ellis Ashmead-Bartlett le charge alors d'une lettre pour Londres, donnant un reportage décrivant la réalité de la situation, mais non publiable, car ne respectant pas les contraintes de la censure. Sir Keith Murdoch est arrêté par la police française à Marseille et se fait confisquer la lettre. Ellis Ashmead-Bartlett perd son accréditation et Sir Keith Murdoch retourne en Australie, où il écrit une lettre aux autorités pour demander le relèvement des officiers qui ont dirigé la campagne du détroit des Dardanelles.
En 1920, il prend le contrôle d'un quotidien fondé en 1831, le Sydney Morning Herald, qui tire à 240 000 exemplaires. Il en fait le premier journal australien par une nouvelle formule et réalise ensuite l'acquisition d'autres titres, comme le West Australian et l'Adelaïde Advertiser en 1926. En 1924, il mène une campagne contre l'agence de presse britannique Reuters, accusée d'être composée de journalistes snobs, arrogants et éloignés des réalités australiennes, ce qui précipite le passage de Reuters, alors propriété de Sir Roderick Jones, sous le contrôle de la Press Association britannique.
Keith Murdoch épouse en 1928 Elisabeth Joy Greene (1909-2012), issue d’une riche famille de juifs orthodoxes irlandais, troisième fille de Rupert Greene et Grace De Lancey Forth. Ils eurent un fils, Keith Rupert, et trois filles. Plus tard, Keith Rupert choisit de remplacer son prénom par Rupert, celui de son grand-père maternel.
En 1933, il est anobli avec le titre de Chevalier du Royaume britannique.
Sir Keith Murdoch est devenu l'ami personnel du Premier ministre conservateur australien Joseph Lyons, qu'il a aidé à prendre le pouvoir dans les années 1930, après avoir d'abord soutenu le Premier ministre libéral Billy Hughes dans les années 1920. Le gouvernement australien de Robert Menzies le nomme en juin 1940 au poste de « directeur général de l'information », ce qui suscite des critiques et il doit démissionner en novembre 1940.